# Gustav Neidlinger
Gustav Neidlinger (né le 21 mars 1910 à Mayence et mort le 26 décembre 1991 à Bad Ems) est un baryton-basse allemand. 

## Sa vie
Il étudia le chant à Francfort-sur-le-Main avec Otto Rottsieper, et débuta en 1931 à Mayence au théâtre de la ville dans des rôles de basse bouffe. De 1934 à 1936, il chante à Plauen, puis à Hambourg de 1936 à 1950. Par la suite, il fait partie de la troupe de l'Opéra de Stuttgart, dont il est fait Kammersänger en 1953. Il est surtout célèbre pour son interprétation du rôle d’Alberich de L'Anneau du Nibelung, dont il fut le titulaire au Festival de Bayreuth pendant quinze ans, à partir de la réouverture en 1951, ce dont témoigne une foule d'enregistrements (y compris le Ring de studio de Georg Solti). Outre Alberich, il y chanta aussi les rôles de Klingsor dans Parsifal, Sachs ou le Veilleur de nuit dans Les Maîtres chanteurs de Nuremberg, Kurwenal dans Tristan et Isolde, Telramund dans Lohengrin, jusqu'en 1975, rôles qu'il reprit un peu partout à travers le monde : Paris, Londres en 1955, Vienne en 1956, Édimbourg en 1958, New York en 1972...

## Sa voix
Sa voix puissante et homogène pouvait être sujette à des excès. Mais Neidlinger possédait une excellente technique. Grâce à la souplesse de sa voix et à l'étendue de ses registres, il pouvait incarner aussi bien des rôles wagnériens que celui de Don Pizarro dans Fidelio de Beethoven.

## Chanteur et comédien
Si son art théâtral rejoint parfois l'académisme des chanteurs de son temps, Gustav Neidlinger s'est en revanche distingué par un art de la composition hors pair dans certains rôles : personne n'a incarné comme lui Alberich (Ring de Wagner), auquel il prête un rire sarcastique fort inquiétant. Neidlinger vivait littéralement certains rôles, comme celui d'Alberich, Klingsor et Kurwenal. Il a été l'un des chanteurs les plus importants du "Neues Bayreuth", sous la direction de Wieland Wagner.

## Ses enregistrements
Gustav Neidlinger a enregistré un très grand nombre de fois le rôle d'Alberich dans l'Anneau des Niebelungen de Richard Wagner, l'un de ses rôles fétiches. On notera en particulier sa prestation dans la version de Georg Solti et dans celle de Karl Böhm. Il a également enregistré un saisissant Klingsor dans Parsifal. Pour le disque il a été aussi Don Pizarro (Fidelio), le Hollandais (Le Vaisseau fantôme) mais aussi, plus surprenant, Hans Sachs ou bien Fritz Kothner dans Les Maîtres Chanteurs de Nuremberg. On notera l'émotion qui se dégage de son Kurwenal (dans Tristan et Isolde, Bayreuth 1953, sous la direction de Eugen Jochum).